# Harry Tupan
Harry Tupan (n. 1958, Hoogeveen⁠(d), Drenthe, Țările de Jos) este un curator⁠(d) de artă olandez, istoric de artă și director de muzeu.
Tupan a studiat muzeologia la Leiden și istoria artei, istoria arhitecturii și arheologia la Universitatea din Groningen. La sfârșitul anilor 1970 a lucrat ca stagiar la Muzeul Drents din Assen, iar din 1980 a fost curator acolo.
Tupan este (co-)autor al diferitelor lucrări de artă și istorie, inclusiv seria de monografii a Muzeului Drents despre artiștii figurativi contemporani.
După jaful din noaptea de 25 ianuarie 2025 de la Muzeul Drents a trei brățări dacice și a coifului dacic de la Coțofenești a declarat că „este o zi neagră pentru Muzeul Drents din Assen și Muzeul Național de Istorie a României din București. Suntem profund șocați de evenimentele de aseară din muzeu. În cei 170 de ani de existență, un astfel de incident major nu a avut loc niciodată. De asemenea, suntem foarte întristați pentru colegii noștri din România. Poliția investighează, vom aștepta și vom vedea.”
Ulterior, Harry Tupan a făcut apel public către hoții care au furat Tezaurul Dacic să aducă înapoi obiectele furate.